# Felderhof (Rott)
Felderhof ist ein Ortsteil der Gemeinde Rott im oberbayerischen Landkreis Landsberg am Lech. 

## Geografie
Die Einöde Felderhof liegt circa 0,5 Kilometer nördlich von Rott in einer eiszeitlichen Moränenlandschaft.

## Geschichte
Felderhof entstand erst im 19. Jahrhundert, erstmals erwähnt wird die Einöde 1852.